# Paul Rinckleben

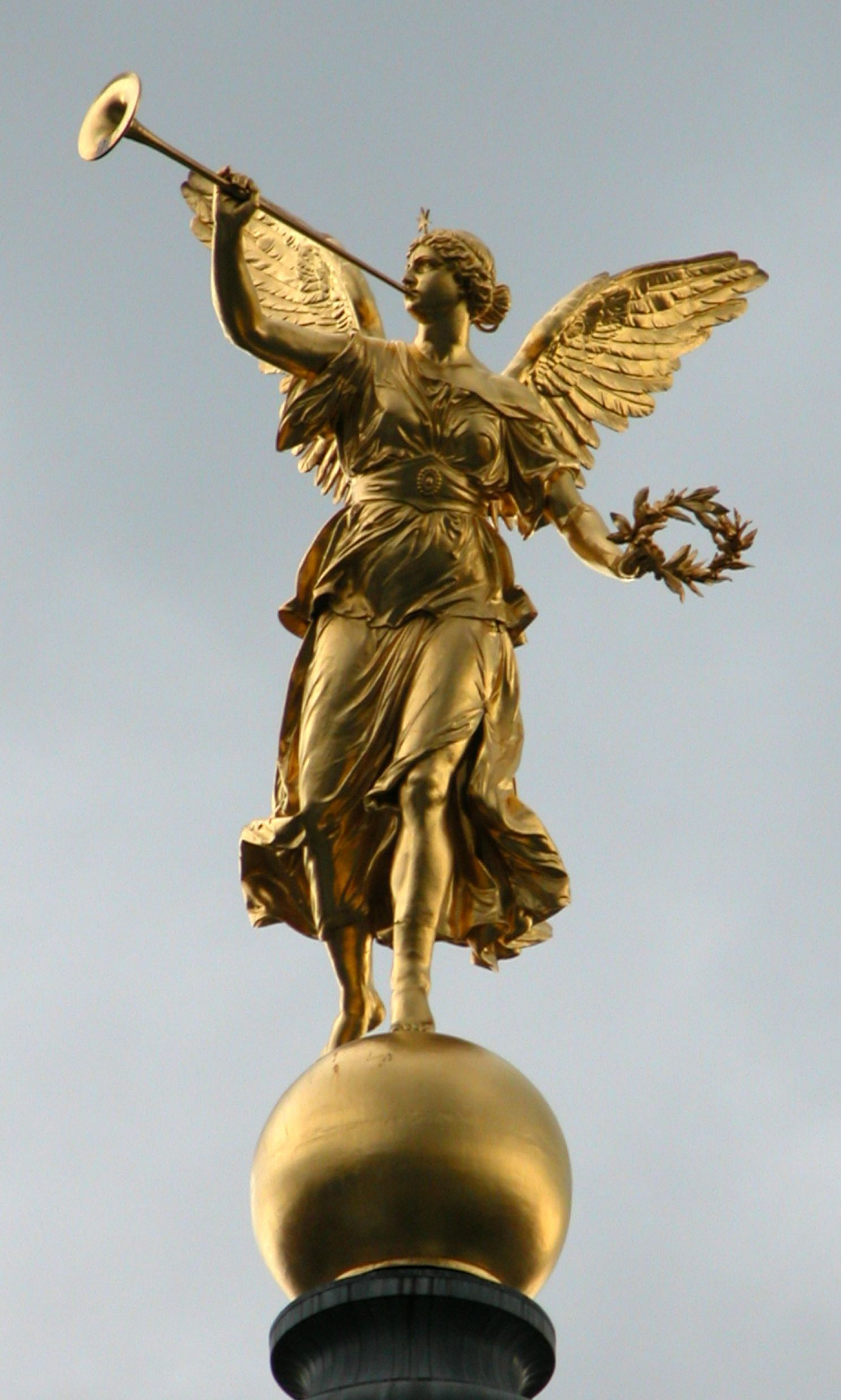
La Fama sulla cupola dell'Accademia d'arte di Dresda

Paul Rinckleben (Mücheln, 1841 – Dresda, 13 settembre 1906) è stato uno scultore tedesco specialista nella lavorazione a sbalzo del rame.

## Biografia
Entrò nella fonderia di Georg Ferdinand Howaldt a Braunschweig, come assistente, nel 1865 e nel 1883 assunse la direzione della fonderia. Tuttavia, il suo datore di lavoro subì un incidente mortale mentre eseguiva la sua Fama per l'Accademia d'arte di Dresda, nel dicembre 1891, suo figlio Ferdinand Adolf stava ancora imparando il mestiere. 
Pertanto il completamente della statua dovette essere affidato al dipendente e scultore di lunga data Paul Rinckleben. Dal gennaio 1892 subentrò nel completamento del lavoro iniziato dal suo maestro e successivamente continuò a lavorare in proprio. 
Alla fine del XIX secolo, la situazione degli ordini per la società di Braunschweig era molto fiorente, poiché fu durante questo periodo che vennero eretti i monumenti a Guglielmina, alcuni dei quali potevano essere realizzati solo nell'ampio laboratorio di Howaldt a Braunschweig. 
Tuttavia, Rinckleben era principalmente un artista; non era un commerciante! Quindi, all'inizio del XX secolo, ebbe dei problemi finanziari, che furono inizialmente alleviati nel 1903, unendosi in società con il figlio di Hermann, Ferdinand Adolf Howaldt. Nel 1906, tuttavia, l'azienda fallì e Rinckleben uscì dalla società morendo di lì a poco. 
L'edificio del laboratorio fu acquisito da Schlaraffia, nel 1912, ed è ancora utilizzato come sede dell'associazione, il cosiddetto Okerburg.

## Opere

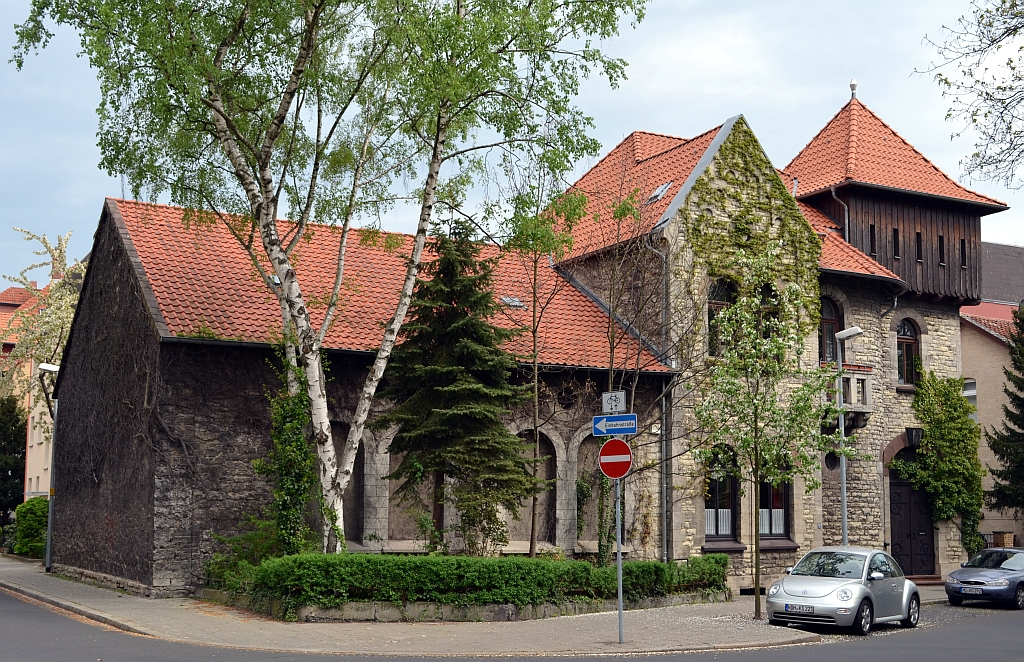
L'"Okerburg" costruito a Braunschweig nel 1905. Laboratorio e fonderia di Ferdinand Adolf Howaldt e Paul Rinckleben.

- Completamento della Fama per la cupola dell'Accademia d'arte a Dresda, 1891, e le statue di Eros e Fantaso, 1894, tutte basate su un progetto di Robert Henze
- Colonna per Dresda, 1895
- Guerriero germanico (allegoria "Wehrkraft") progettato da Emil Hundrieser per il monumento a Kyffhäuser, 1896
- Monumento a Ludwig Richter su progetto di Eugen Kircheisen per Dresda, 1898
- Monumento di Bismarck progettato da Carl Friedrich Echtermeier per Magdeburgo, 1897
- Monumento all'imperatore Guglielmo al Deutsches Eck di Coblenza su progetto di Emil Hundrieser, 1897
- Monumento al duca Guglielmo a Blankenburg, di fronte al piccolo castello, 1909
- Monumento a Carl Leberecht Immermann da un disegno di Carl Echtermeier di fronte al Teatro della città di Magdeburgo, 1898
- le figure colossali Grazia e Verità per il Duomo di Berlino, 1900
- Leoni basati su un progetto di Ernst Müller per il ponte Kaiser Wilhelm a Braunschweig, 1902
- Monumento a Johannes Bugenhagen progettato da Carl Echtermeier per Braunschweig, 1902
- Statua di Mercurio per il grande magazzino Tietz'sche a Berlino, 1903
- Statua equestre del duca Guglielmo di Braunschweig su disegno di Ludwig Manzel per Braunschweig, 1904
- Quattro soldati per il ponte Fallerslebertor a Braunschweig